# Bernereda Kuhn
Bernereda Kuhn SSpS (* 3. Oktober 1900 in Ramsenstrut, Gemeinde Neuler, Ostalbkreis; † 6. Februar 1944 in der Bismarcksee) war eine deutsche Steyler Missionsschwester und Märtyrin.

## Leben
Magdalena Kuhn wuchs als elftes von 14 Kindern eines Landwirts auf. Ein Onkel und 3 Tanten hatten sich Orden angeschlossen. 2 Brüder wurden Missionare. Am 10. März 1926 trat sie in Steyl bei den Steyler Missionsschwestern ein und begann am 8. Dezember 1926 das Noviziat unter dem Ordensnamen Bernereda (auch: Bernerada). Am 8. Dezember 1928 legte sie ihre Zeitlichen Gelübde ab und wirkte im Kloster St. Hildegard in Oberdischingen. 
Vom 4. Oktober 1934 bis zum 4. Dezember reiste sie mit anderen nach Alexishafen in die Papua-Neuguinea-Mission, wo sie die Ewigen Gelübde ablegte. In der Mission arbeitete sie vor allem im lebenswichtigen Garten. Nach der Besetzung Neuguineas durch die japanischen Invasionstruppen 1942 wurde sie zusammen mit Bischof Franziskus Wolf und zahlreichen Mitbrüdern und Missionsschwestern in einem Sammellager auf der Vulkaninsel Manam interniert, wo sie an Unterernährung litten und an Malaria erkrankten. Am 5. Februar gingen sie unter Protest auf das japanische Transportschiff Yorishime Maru, das am 6. Februar nachts von der amerikanischen Luftwaffe angegriffen wurde. Es starben 46 Menschen, darunter Bernereda Kuhn. Eine Gedenkstätte befindet sich in Alexishafen.

## Gedenken
Die Römisch-katholische Kirche in Deutschland hat Schwester Bernereda Kuhn als Märtyrin in das deutsche Martyrologium des 20. Jahrhunderts aufgenommen.